# Boldklubben Hellas
Boldklubben Hellas, (forkortet BK Hellas) er en fodboldklub der holder til i Valby på Engdraget og har hjemmebane i Hellas Park.
Førsteherreholdet spiller i Serie 1. 
Klubben blev stiftet den 23. juni 1926, men med navnet Idrætsklubben Hellas Valby
Førsteherrerholdets nuværende (2024) cheftræner er Lars Hjortshøj, som er spillende. Holdets assistenttræner er Maximillian Mauritzen.